# Почефструм

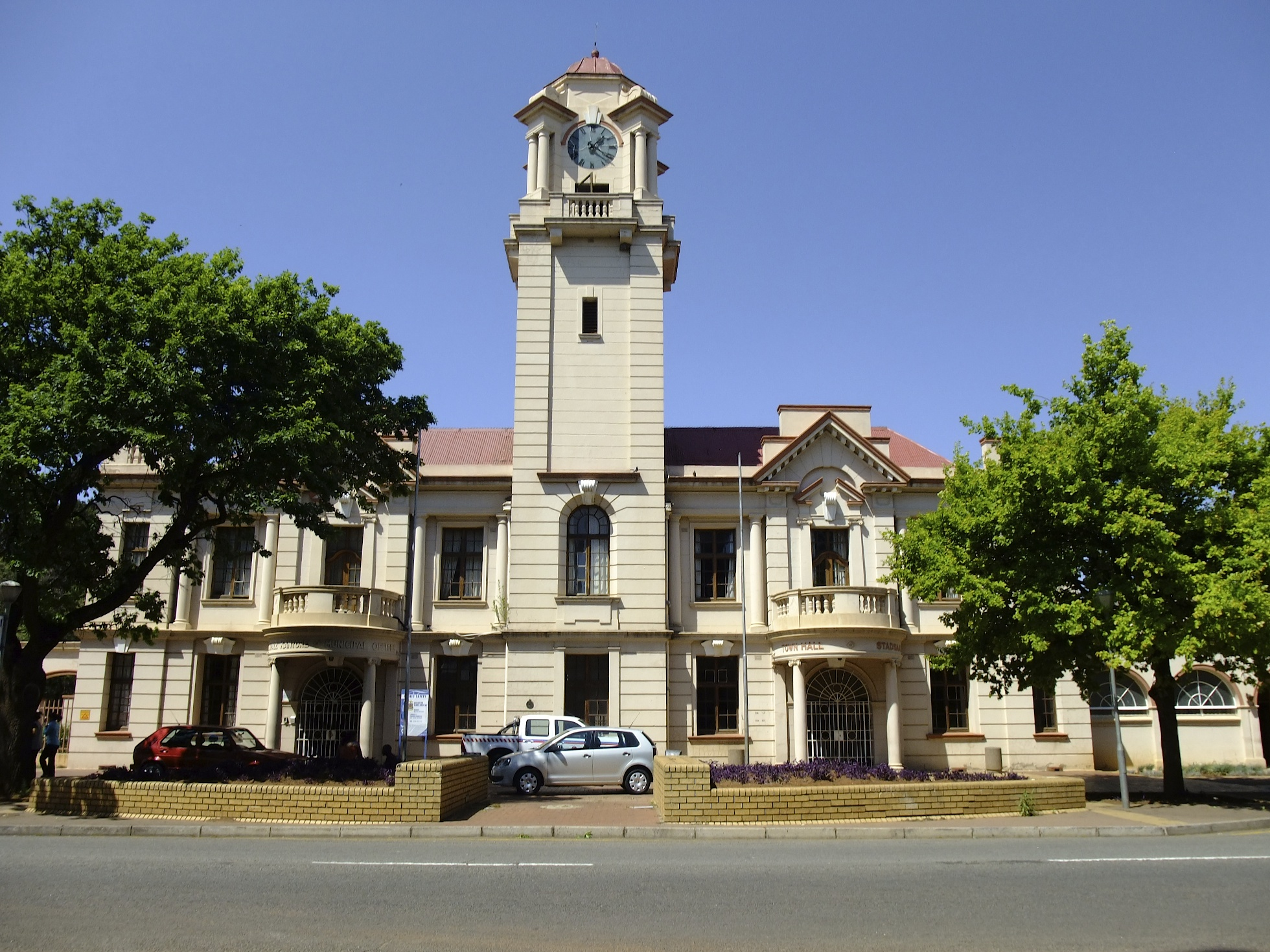
Ратуша Почефструма

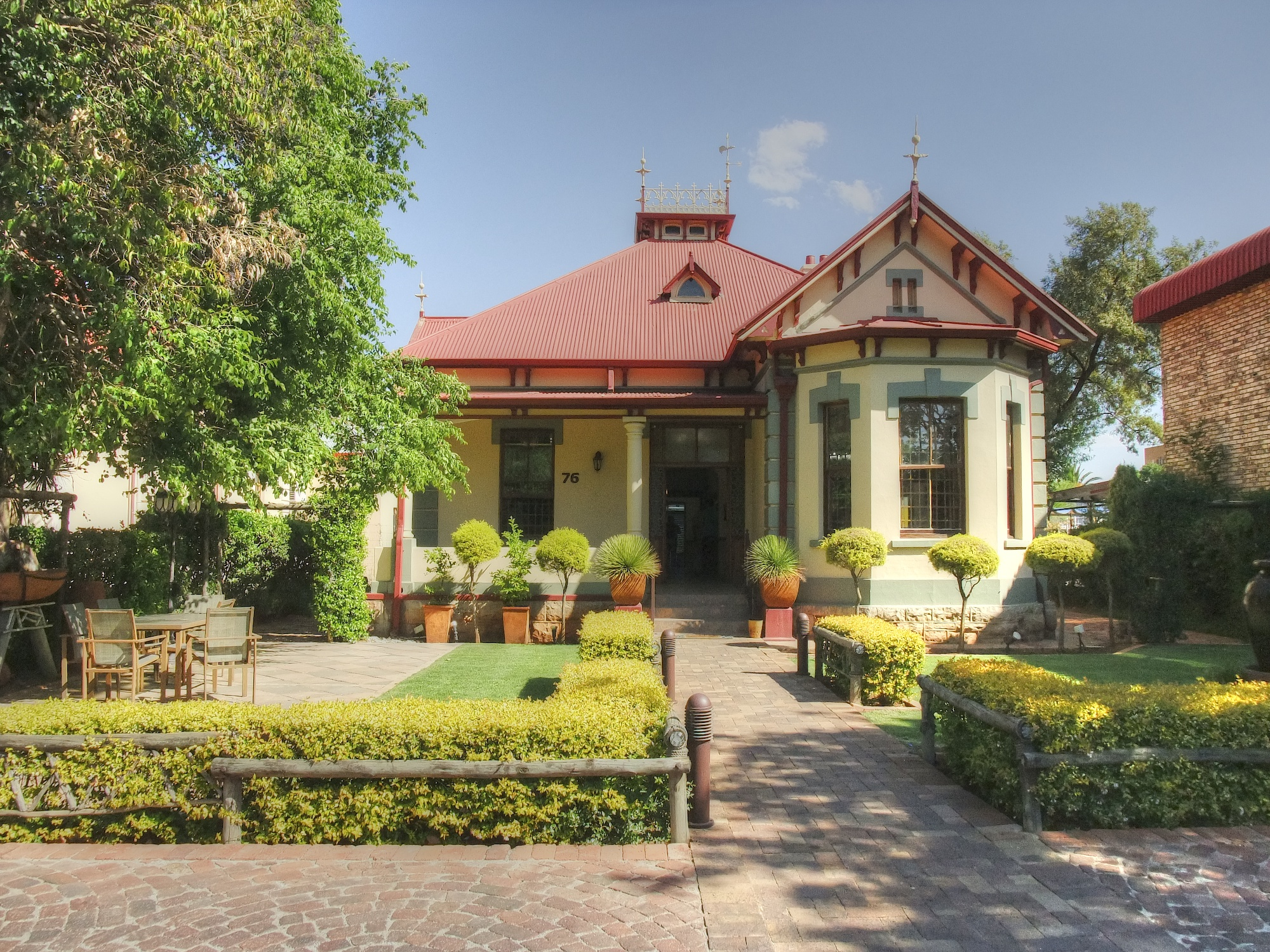
Дом 76 на Ломбард-стрит.

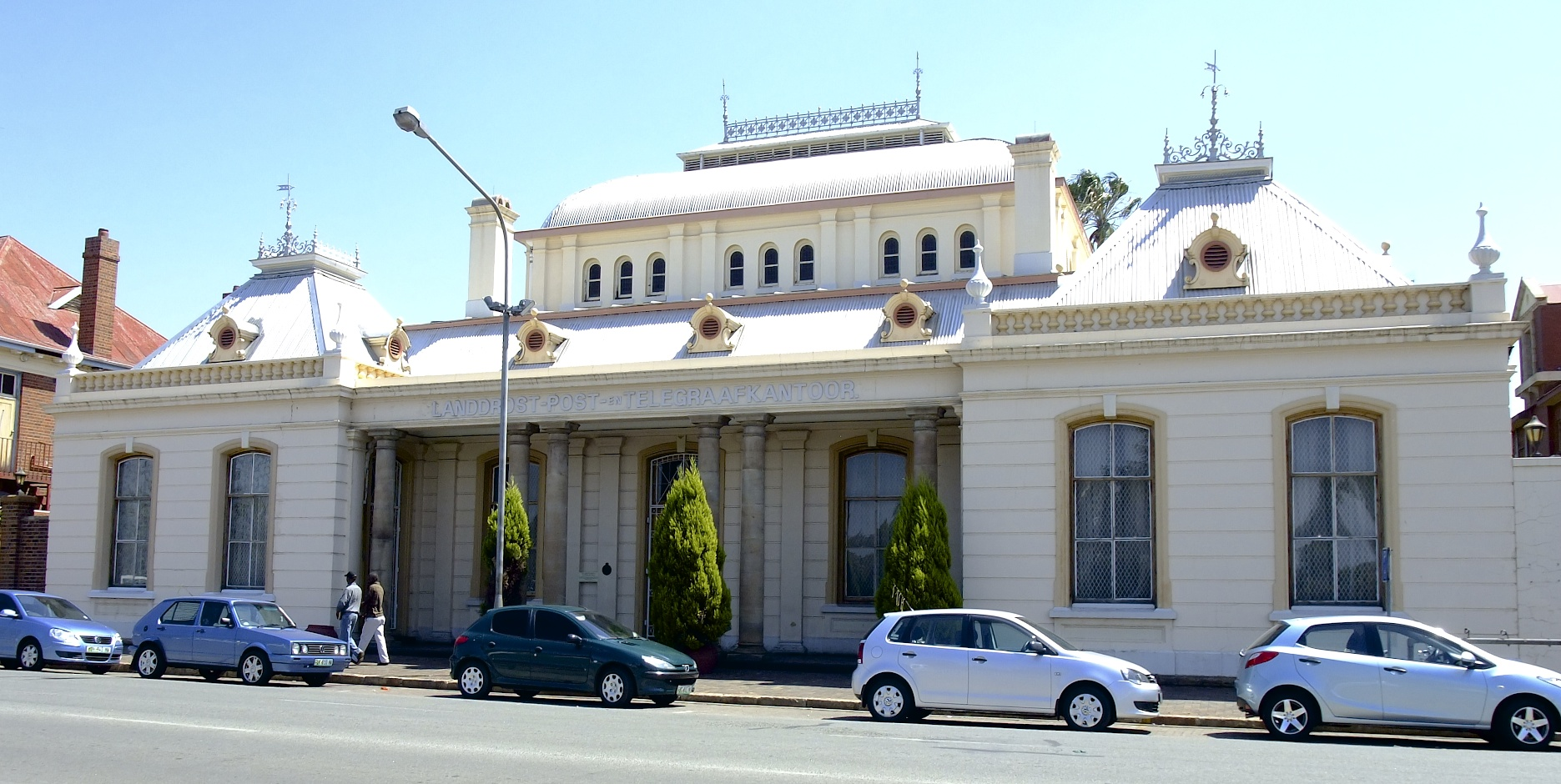
Старая почта на Грейлинг-стрит.

Почефструм или Почефстром(африк. Potchefstroom) — административный центр местного муниципалитета Тлокве в районе Кеннет Каунда Северо-Западной провинции (ЮАР).

## История
Город был основан в 1838 году фуртреккерами, руководимыми Хендриком Потгитером. Согласно официальной версии, в названии города слог «Пот» (Pot) взят от фамилии «Потгитер», «чеф» (chef) означает «шеф, начальник», а «струм» (stroom) — «река». В 1840 году города Почефструм и Винбург (Winburg), вместе с окружающими их территориями, объединились в Республику Винбург-Почефструм. Хендрик Потгитер был избран чеф-коммандантом Республики Винбург-Почефструм.
В октябре 1840 г., после встречи Потгитера, Андриса Преториуса (Andries Pretorius) и Г. Р. ван Рооэна (G. R. van Rooyen), было решено объединить Почефструм с Питермарицбургом (Pieter Mouriets Burg, Pietermaritzburg). В 1844 году Потгитер покинул свой город и возглавил экспедицию на восток, с целью проложить торговый путь к португальскому очагу в бухте Делагоа. 
В 1848 г. Андрис Преториус был комендантом Почефструма. По его инициативе, город Почефструм сделан был первой столицей Южно-Африканской республики (Zuid Afrikaanse Republiek, ZAR).

## Образование
В 1905 г. из Бюргерсдорпа в Почефструм переехала теологическая семинария (осн в 1869 г.), которая в 1951 г. была преобразована в Почефструмский университет высшего христианского образования. В 2004 г. этот университет был преобразован в один из кампусов новосозданного Северо-западного университета.

## Спорт
Почефструм называется одним из спортивных центров Северо-Западной провинции. Городским советом выделяются средства на развитие 17 видов спорта (в том числе и популяризацию среди молодёжи) и на удовлетворение рекреационных потребностей жителей.

### Крикет
В городе есть крикетная команда «Хайвельд Лайонз», играющая на стадионе «Сьюнес Парк». В 2003 году город принял матчи чемпионата мира по крикету между сборными командами Австралии и Нидерландов, Австралии и Намибии и ЮАР и Кении. Чемпионат выиграли австралийцы, которые избрали своей базой именно Почефструм.
В 2009 году здесь проходил квалификационный турнир на чемпионат мира по крикету; в городе проводят межсезонные тренировки игроки сборных ЮАР и Австралии.

### Регби
Главным стадионом является Олён Парк, где проводит матчи команда Леопардс, выступающий в рамках Кубка Vodacom и первого дивизиона Кубка Карри. Имя стадиону присвоено в честь Карла Людвига Теодора Олёна, президента Регбийного союза Западного Трансвааля в 1922—1934 годах. Покрытие предоставляет компания по производству удобрений Profert. Также регбийные матчи проводятся на стадионе Абса Пак Овал при корпусе Северо-Западного университета (также известен как стадион Фани дю Туа), в том числе игры Кубка Varsity среди студенческих клубов ЮАР.
В городе родился чемпион мира 1995 года в составе сборной ЮАР Мариус Хуртер.

### Футбол
На стадионе Олён Парк играет свои матчи клуб «Джомо Космос» и олимпийская футбольная сборная (до 23 лет). Также на спортивной базе в Почефструме во время чемпионата мира по футболу 2010 года проживала сборная Испании, выигравшая тот чемпионат.

### Лёгкая атлетика
В 1892 году в Почефструме был открыт легкоатлетический стадион, которому позже присвоили имя чемпиона Олимпиады 1912 года по марафонскому бегу Кена Макартура. Стадион четырежды реконструировался, последний раз реконструкция была в 2014 году. Здесь выступали такие атлеты, как Годфри Хотсо Мокоена (серебряный призёр Олимпиады в Пекине по прыжкам в длину), Эзекиль Сепенг, Джорри Мюллер, Жустин Роббесон и Райан Дидерикс.

### Пауэрлифтинг
С 8 по 13 ноября 2010 года в Почефструме прошёл чемпионат мира среди мужчин и женщин по пауэрлифтингу по версии IPF.